# Lennart Olsson (politiker)
Olof Lennart Olsson, född 20 mars 1943 i Ljusdal, är en svensk socialdemokratisk politiker. Han är bosatt i Hedeviken och har varit politiskt aktiv sedan 1976. Han var tidigare kommunalråd i Härjedalens kommun.